# Dives in misericordia
Dives in misericordia è una enciclica pubblicata da papa Giovanni Paolo II il 30 novembre 1980.

Tratta della misericordia divina a partire soprattutto dalla parabola del figlio prodigo.

## Contenuto
(dal cap. V, 7)
- I - Chi vede me vede il Padre (cfr. Gv 14,9[2])
- II - Messaggio messianico
- III - L'Antico Testamento
- IV - La parabola del figliol prodigo
- V - Il mistero pasquale
- VI - Misericordia ... di generazione in generazione
- VII - La misericordia di Dio nella missione della Chiesa
- VIII - Preghiera della Chiesa dei nostri tempi